# Желко Петрович
Желко Петрович е бивш Футболист, понастоящем треньор, родом от Черна гора, но гражданин на Нидерландия.

## Национален отбор
Записал е и 18 мача за националния отбор на Югославия.
| Югославия | Югославия | Югославия |
| Година    | Мачове    | Голове    |
| --------- | --------- | --------- |
| 1990      | 1         | 0         |
| 1991      | 1         | 0         |
| 1997      | 8         | 0         |
| 1998      | 8         | 0         |
| Общо      | 18        | 0         |